# Hromon
Hromon (1,4-benzopiron) je derivat benzopirana sa supstituisanom keto grupom na piranskom prstenu.
Derivati hromona su kolektivno poznati kao hromoni. Većina, mada ne svi, hromoni se takođe fenilpropanoidi. 
6,7-dimetoksi-2,3-dihidrohromon je bio izolovan iz Sarcolobus globosus.

## Primeri
- Hromoglikat sek koristi kao stabilzator mast ćelija u alergijskom rinitisu, astmi i alergijskom konjunktivitisu.
- Dinatrijum hromoglikat[7] je lek koji inhibira antigenski izazov, kao i simptome indukovane stresom. Ispoljava relativno mali broj nuspojava, ali mu je poluživot veoma kratak.
- Za nedokromil natrijum je nađeno da ima nešto duži poluživot.

## Spolja[nje veze
- - "4-hromon"
- Chromones на 
- Sinteza